# Бернат, Аурель
Аурель Бернат (венг. Aurél Bernáth) ; 13 ноября 1895, Марцали, Австро-Венгрия — 13 марта 1982, Будапешт, ВНР) — венгерский живописец и график, теоретик искусства. педагог. Заслуженный артист (художник) Венгрии (1952). Народный артист (художник) Венгрии (1964). Лауреат премий им. Л. Кошута (1948, 1970) и им. М. Мункачи (1950). Почётный гражданин города Капошвар (1973).

## Биография
Художественное образование получил в 1915‒16 годах в художественной колонии в Надьбанье (ныне Бая-Маре, Румыния). Ученик Иштвана Рети и Яноша Торма.
Участник Первой мировой войны. С 1921 года жил в Вене.

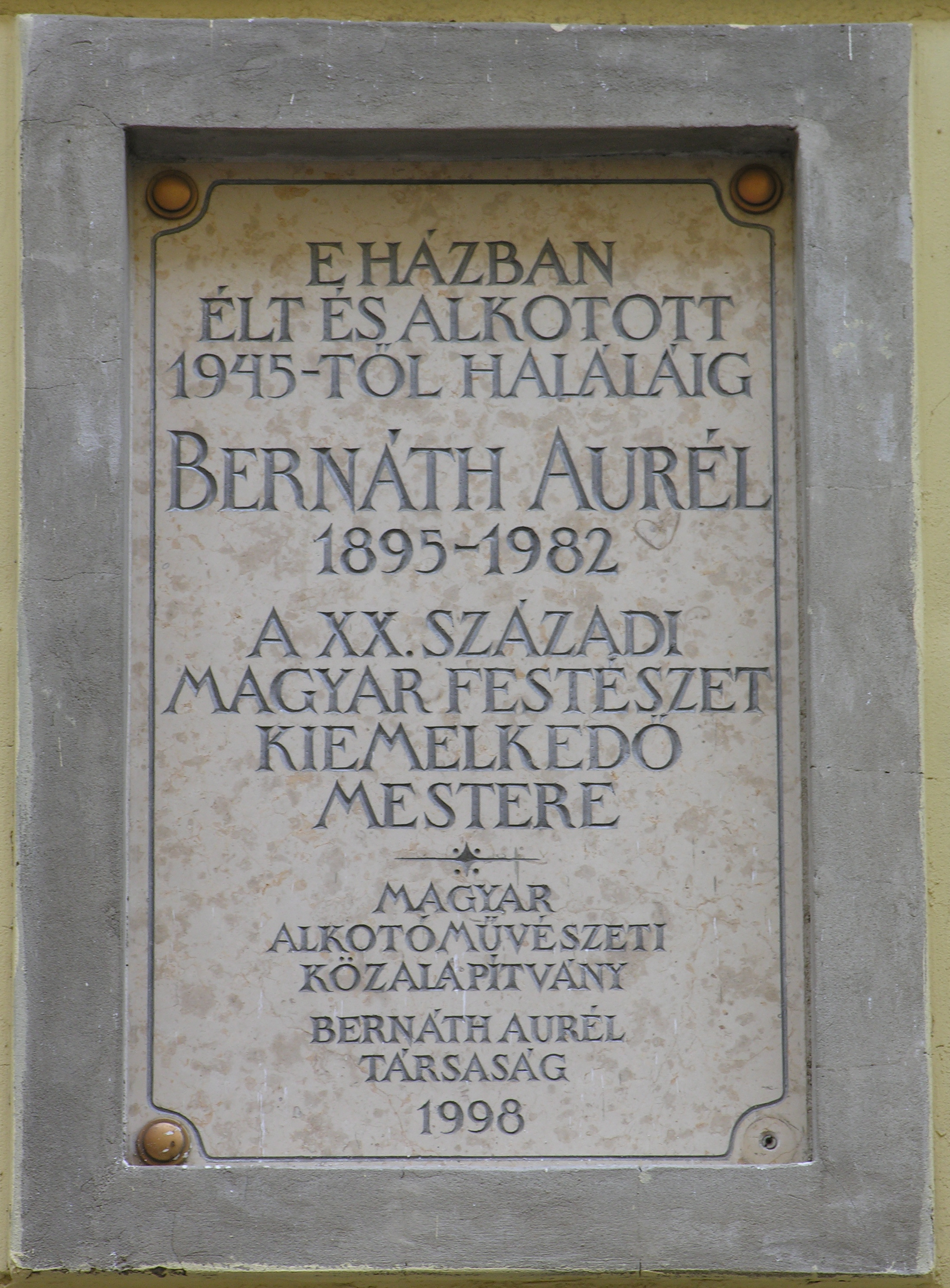
Мемориальная доска А. Бернату в Будапеште

Прошёл через увлечение кубизмом и экспрессионизмом. По приглашению Герварта Вальдена, экспонировал свои работы в Берлине в 1922 и 1924 годах. До 1926 года жил и творил в Берлине.
Два года спустя вернулся в Венгрию и стал членом Нового общества художников (Képzőművészek Új Társasága, со временем — одним из ведущих деятелей Художественного кружка Капошвара (1930-е годы).
Регулярно выставлялся в галерее Мючарнок в Будапеште.
В 1930-х годах вернулся к традициям школы живописи Бая-Маре Его картины всё чаще характеризовались импрессионистическим стилем, основанным на традициях Надьбанье.
С 1945 года — профессор Венгерской королевской школы рисования в Будапеште (ныне Венгерский университет изобразительных искусств).
Автор красочных, тонких по живописи росписей, тематических картин, пейзажей, натюрмортов («Ривьера», 1926‒27, эскиз фрески «Народный спорт», темпера, 1951‒1952, ‒ в Венгерской национальной галерее, Будапешт).
Автор трудов в области теории искусства.

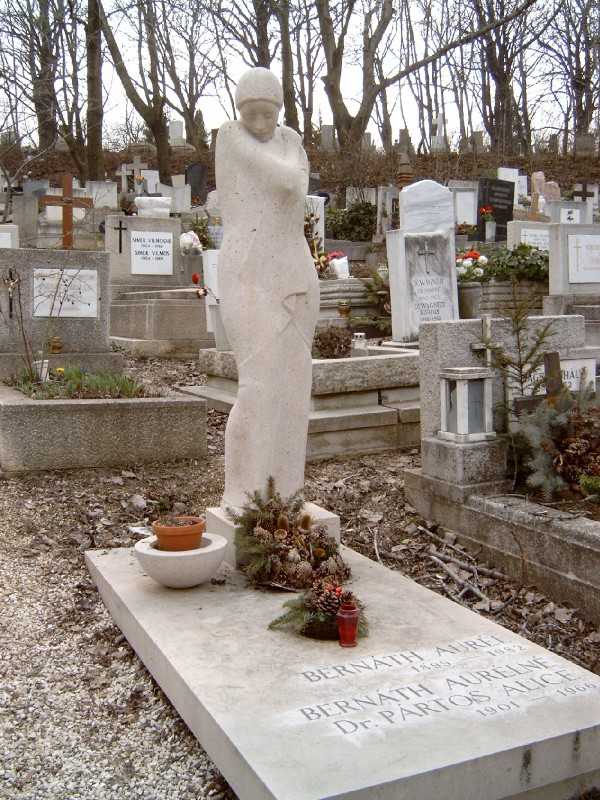
Памятник на могиле А. Берната и его жены на кладбище Фаркашрети в Будапеште

## Избранная библиография
- Magyar Művészet c. folyóirat szerkesztője (1948—1949)
- Írások a művészetről, 1947
- A Múzsa körül, 1962
- A Múzsa udvarában, 1967
- Így éltünk Pannóniában, 1956
- Kor és pálya. 1. Így éltünk Pannóniában; 2. kiad.; Szépirodalmi, Bp., 1958
- Utak Pannóniából, 1960
- Gólyáról, Helgáról, halálról, 1971
- Lássuk, mire megyünk ketten!; Móra, Bp., 1973
- Kisebb világok. Napló; Szépirodalmi, Bp., 1974
- Feljegyzések éjfél körül. Napló; Szépirodalmi, Bp., 1976
- Egy festő feljegyzései. Napló; Szépirodalmi, Bp., 1978